# Mohamed Lagraâ
Mohamed Lagraâ (sinh ngày 7 tháng 11 năm 1986 ở Aïn Kermes) là một cầu thủ bóng đá người Algérie thi đấu cho câu lạc bộ tại Giải bóng đá hạng nhất quốc gia Algérie USM Bel Abbès. Anh có thể thi đấu ở vị trí hậu vệ trái hay tiền vệ phòng ngự.
Trong thời gian ở ES Sétif, Lagraâ vô địch Giải bóng đá hạng nhất quốc gia Algérie mùa giải 2012–13 và CAF Champions League 2014.

## Danh hiệu

### Câu lạc bộ
ES Sétif
- Giải bóng đá hạng nhất quốc gia Algérie: 2012–13, 2014–15
- CAF Champions League: 2014
- CAF Super Cup: 2015

USM Bel Abbès
- Cúp bóng đá Algérie: 2018